# Lagraulière
Lagraulière  (La Grauliera auf Okzitanisch) ist eine französische Gemeinde mit 1189 Einwohnern (Stand 1. Januar 2022) im Département Corrèze in der Region Nouvelle-Aquitaine. Die Gemeinde ist Mitglied des Gemeindeverbandes Tulle Agglo.

## Geografie
Die Gemeinde liegt im Zentralmassiv. Die Präfektur des Départements Tulle befindet sich etwa 19 Kilometer südöstlich.
Die Gemeinde wird von einem kleinen Fluss mit Namen Brézou durchflossen, der nach rund 30 Kilometern in die Vézère mündet.
Nachbargemeinden von Lagraulière sind Saint-Jal im Norden, Saint-Clément im Osten, Chanteix im Süden, Saint-Pardoux-l’Ortigier im Südwesten, Perpezac-le-Noir im Westen sowie Espartignac im Nordwesten.

## Einwohnerentwicklung
| Jahr      | 1962 | 1968 | 1975 | 1982 | 1990 | 1999 | 2007 | 2016 |
| Einwohner | 935  | 1072 | 980  | 1010 | 968  | 920  | 1060 | 1104 |

## Sehenswürdigkeiten
- Die Kirche Saint-Marcel de Bourges stammt aus dem 12. Jahrhundert und ist seit 1932 als Monument historique klassifiziert[2]. In ihr befindet sich ein barockes, geschnitztes Altarretabel aus dem Jahre 1670, geschaffen von Pierre und Jean Duhamel[3][4].
- Das Château de Blanchefort aus dem 12. Jahrhundert, verlassen seit dem 17. Jahrhundert und im 19. Jahrhundert restauriert[5].